# Jorge Guillermo de Schaumburg-Lippe
Jorge Guillermo de Schaumburg-Lippe (en alemán, Georg Wilhelm zu Schaumburg-Lippe; Bückeburg, 20 de diciembre de 1784-ibidem, 21 de noviembre de 1860) fue un conde y más tarde príncipe de Schaumburg-Lippe.

## Biografía
Nació en Bückeburg, siendo el hijo del conde Felipe II de Schaumburg-Lippe y de su segunda esposa, la princesa Juliana de Hesse-Philippsthal (1761-1799). 
Sucedió a su padre como conde de Schaumburg-Lippe el 13 de febrero de 1787, pero debido a su edad, su madre la princesa Juliana actuó como regente. Sin embargo, el landgrave Guillermo IX de Hesse-Kassel ocupó todo Schaumburg-Lippe excepto Wilhelmstein. Esta invasión pretendía reforzar su reclamación sobre Schaumburg-Lippe basada en una supuesta ascendencia morganática de la princesa Juliana. La Corte Imperial de Viena, no obstante, falló en favor de Jorge Guillermo y ordenó al landgrave Guillermo IX retirarse, lo que este hizo tras dos meses de ocupación.
Schaumburg-Lippe se unió a la Confederación del Rin el 15 de diciembre de 1807 y fue elevado a principado: Jorge Guillermo se convirtió en el primer príncipe de Schaumburg-Lippe. En 1815, Schaumburg-Lippe se unió a la Confederación Germánica. Jorge Guillermo murió en Bückeburg y fue sucedido como príncipe por su hijo, Adolfo.

## Matrimonio e hijos
Jorge Guillermo se casó el 23 de junio de 1816 en Arolsen con la princesa Ida de Waldeck-Pyrmont (1796-1869). Tuvieron nueve hijos:
- Adolfo I (1817-1893), su sucesor.
- Matilde (1818-1891), casada con el duque Eugenio de Wurtemberg.
- Adelaida (1821-1899), duquesa consorte de Schleswig-Holstein-Sonderburg-Glücksburg.
- Ernesto (1822-1831).
- Ida (1824-1894).
- Emma (1827-1828).
- Guillermo (1834-1906), casado con la princesa Batilde de Anhalt-Dessau.
- Germán (1839-1839).
- Isabel (1841-1926), casada con el príncipe Guillermo de Hanau-Horowitz, un hijo morganático del elector Federico Guillermo de Hesse.